# 聖巴巴拉縣 (哥斯達黎加)
聖巴巴拉縣（西班牙語：Cantón de Santa Bárbara），是哥斯達黎加的縣份，位於該國中北部，由埃雷迪亞省負責管轄，首府設於聖巴巴拉，面積53.21平方公里，海拔高度1,193米，2011年人口37,428人，人口密度每平方公里703.4人。

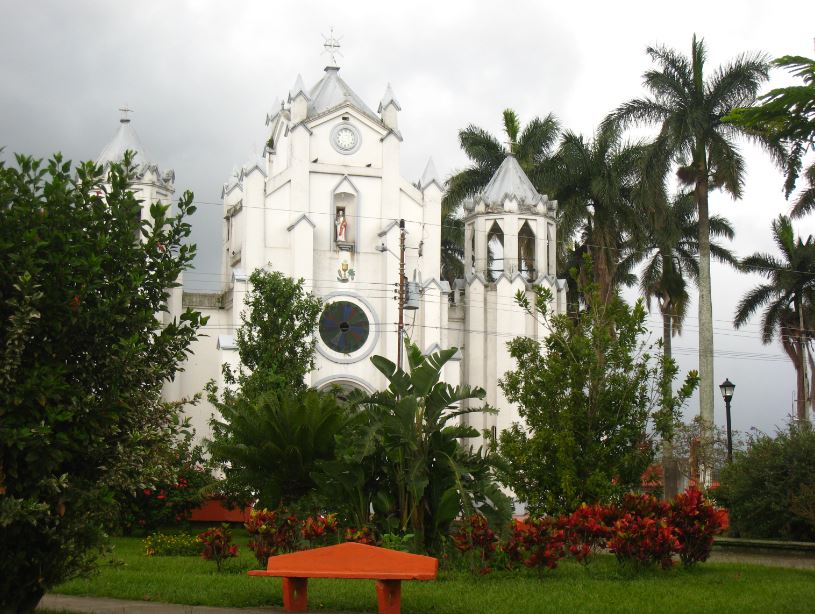